# Бен-Набуан, Эль-Фарду
Эль-Фарду Бен-Набуан (фр. El Fardou Ben Nabouhane; 10 июня 1989, Пессемеинти, Майотта) — коморский футболист, нападающий сербского клуба «Црвена звезда» и сборной Комор.

## Биография

### Клубная карьера
Родился 10 июня 1989 года на Майотте, заморском регионе Франции, на который также претендует государство Коморы. Играть в футбол начинал там же, но позже переехал на Реюньон, также владение Франции, где стал выступать за клуб «Сент-Пьерос». В 2006 году перешёл во французский клуб «Гавр», где сначала играл за молодёжную команду. На следующий год начал выступать за вторую и основную команду «Гавра». Дебют в первой команде состоялся 3 марта 2008 года в матче 26-го тура Лиги 2 против «Труа», в котором игрок появился на поле в стартовом составе и был заменён на 72-й минуте. Также вышел на замену в матче 27-го тура против «Аяччо». По итогам сезона «Гавр» стал победителем Лиги 2 и добился перехода в Лигу 1. В сезоне 2008/2009 игрок провёл за команду 5 матчей в Высшей лиге Франции, параллельно продолжая выступать за дубль в четвёртом дивизионе. Однако «Гавр» завершил чемпионат на последнем месте и вернулся в Лигу 2. Летом 2010 года футболист на правах аренды перешёл в другой клуб Лиги 2 «Ванн». По итогам сезона клуб занял лишь 18 место в лиге и вылетел в Лигу 3. Тем не менее, игрок подписал с клубом полноценный контракт и провёл в команде ещё 2 сезона. 4 июля 2013 года Бен-Набуан перешёл в клуб чемпионата Греции «Верия». В первый же сезон в Греции игрок забил 15 мячей в 33 матчах, разделив 2-3 место в таблице бомбардиров со шведом Маркусом Бергом, и уступил лишь один мяч аргентинцу Эстебану Солари. На следующий сезон продолжил выступать за «Верию», забив 10 голов в 28 матчах чемпионата. Летом 2015 года подписал контракт с действующим чемпионом Греции «Олимпиакосом», два следующий сезона провёл в аренде в клубах «Левадиакос» и «Паниониос».

### Карьера в сборной
За сборную Комор дебютировал 5 марта 2014 года в товарищеском матче против сборной Буркина-Фасо.

## Достижения
«Гавр»
- Победитель Лиги 2: 2007/08

«Црвена Звезда»
- Чемпион Сербии (4): 2017/18, 2018/19, 2019/20, 2020/21